# Barry Letts
Barry Letts (Leicester, 26 maart 1925 - 9 oktober 2009) was een Britse acteur, televisieregisseur en producer. Hij was vooral bekend van de BBC-sciencefictionserie Doctor Who.
Letts begon zijn carrière als repertoireacteur. Later speelde hij een van de hoofdrollen in de film van Terence Fisher To the Public Danger, een pleidooi tegen gevaarlijk rijden. Hij was ook in een bijrol te zien in de veel geprezen film Scott of the Antarctic. Vanaf 1950 verscheen hij in verschillende televisieproducties, zoals  De Wrekers en het drama, Gunpowder Guy, waarin de toekomstige Doctor Who-acteur Patrick Troughton de rol speelde van Guy Fawkes en Letts  die van een medetrawant. Hij was ook te zien als kolonel Herncastle in de televisiebewerking van Wilkie Collins' roman The Moonstone.
Het meeste van zijn televisiewerk was voor de BBC. Hij stopte met acteren nadat hij cursus regie had gevolgd in 1967. Onder zijn vroegste regiewerk zijn er onder meer  afleveringen van de langlopende politieserie Z-Cars en van de soap The Newcomers. Letts' eerste betrokkenheid met Doctor Who was in 1967, toen hij de serie van Patrick Troughton, The Enemy of the World regisseerde. Het was een geen gemakkelijke opdracht, doordat Troughton in de reeks zowel de rol van Doctor als van de Mexicaanse dictator "Salamander" speelde, hetgeen met de techniek van de jaren 1960 niet steeds vanzelfsprekend was.
In 1969 werd Letts dan producer van de serie in opvolging van Derrick Sherwin. Jon Pertwee speelde toen sinds kort de rol van doctor. Toen hij gevraagd werd om producer van de reeks te worden, vroeg Letts om ook een aantal afleveringen te mogen regisseren. De BBC ging hiermee akkoord en Letts regisseerde verschillende afleveringen van Doctor Who in de periode toen hij producer was: Terror of the Autons, Carnival of Monsters, Planet of the Spiders en de studioscènes van Inferno  nadat Douglas Camfield ziek was geworden. Hij keerde in 1975 terug om The Android Invasion te regisseren, toen Philip Hinchcliffe producer was. Letts stichtte een vennootschap met twee andere medewerkers aan het programma: Terrance Dicks, de toenmalige script editor, en Robert Sloman, met wie hij meewerkte voor vier episodes in de periode van Pertwee: The Daemons (als Guy Leopold); The Time Monster; The Green Death en Planet of the Spiders, dat Pertwees zwanenzang was.
Hij was nog steeds producer toen Tom Baker de vierde doctor werd. In 1974 stopte hij als producer van de reeks. In 1981 werd hij wel nog een jaar uitvoerend producer. Letts bijdrage voor de reeks is nauw verbonden met de rol van de derde doctor, gespeeld door  Jon Pertwee. Met uitzondering van The Enemy Of The World, Robot, The Android Invasion en zijn jaar als uitvoerend producer in 1981, deed de derde doctor mee in alle afleveringen waarbij Letts betrokken was.
Hij produceerde ook Moonbase 3 met Terrance Dicks. Na Doctor Who hield Letts zich verder bezig met regisseren en produceren bij de BBC. Hij regisseerde verschillende reeksen vooraleer producer te worden van de BBC-reeks "Sunday Classic". Onder de series waarbij hij in deze periode was betrokken, zijn te vermelden: Nicholas Nickleby, Great Expectations, A Tale of Two Cities, The Hound of the Baskervilles en The Invisible Man, Pinocchio, Gulliver in Lilliput en Alice in Wonderland. Hij was ook de producer van Sense and Sensibility voor de BBC en zijn productie van Jane Eyre met Timothy Dalton en Zelah Clarke werd genomineerd voor een BAFTA-onderscheiding. Later regisseerde hij nog David Copperfield voor de BBC en was hij van 1990 tot 1992 de producer van de soap EastEnders.
- Biblioteca Nacional de España: XX1704992
- Gemeinsame Normdatei: 1018280790
- International Standard Name Identifier: 0000 0000 7245 1696
- Library of Congress Control Number: no93033987
- MusicBrainz: cdff2308-bea0-48a5-8a64-ee90e8b01887
- Nationale Bibliotheek van Israël: 987007342813405171
- Nederlandse Thesaurus van Auteursnamen: 07137227X
- Virtual International Authority File: 16799233
- WorldCat: E39PBJymFjXjqbbmBqPmYBbWXd